# Eduardo Berizzo
Magnolo Eduardo "Toto" Berizzo (Cruz Alta, 13 de novembre de 1969) és un exfutbolista argentí, que ocupava la posició de defensa, i que actualment fa d'entrenador.

## Trajectòria
Va començar la seva carrera amb Newell's Old Boys el 1988. Cinc anys després marxa al mexicà FC Atlas A.C., on roman tres anys. Hi retorna al seu país per jugar amb River Plate. L'estiu de 1999 dona el salt a Europa per militar a la Ligue 1 amb l'Olympique de Marsella, que el cediria de nou a River.
El 2001 recala al Celta de Vigo, on juga un centenar de partits. A la lliga espanyola també va jugar al Cadis CF.

## Selecció argentina
Berizzo va ser internacional amb l'Argentina en 13 ocasions. Va participar en la Copa Amèrica de 1999.

## Carrera com a entrenador
Després de la seua retirada va treballar amb el seleccionador xilè Marcelo Bielsa. El maig de 2014, va fitxar pel Celta de Vigo per dues temporades, per substituir l'anterior entrenador, Luis Enrique, que havia fitxat pel FC Barcelona.
El 7 de juny de 2017, el Sevilla FC anuncià oficialment la seva incorporació com a nou entrenador, signant un contracte per 2 temporades.
El 22 de novembre de 2017, el Sevilla va informar que patia un càncer de pròstata i va haver de deixar transitòriament els entrenaments; immediatament va rebre el suport de persones com Monchi, Unai Emery o Sergio Ramos entre d'altres, a les xarxes socials. El 28 de novembre va ser operat amb èxit de la malaltia. Un mes més tard fou destituït a causa de la pobra marxa de l'equip a la lliga. Poc després el Sevilla anuncià la contractació de Vincenzo Montella per substituir-lo.